# 胡吗个
胡吗个（1973年—），本名胡群峰，艺名吗个，湖北五峰人，中国另类民谣歌手、音乐制作人。

## 个人经历
胡吗个生于湖北省五峰县（今属宜昌市）傅家堰乡火山村，毕业于夷陵中学，1991年至1995年在华中师范大学读书，1995年6月，毕业于华中师范大学地理系，获理学学士学位。毕业后到北京，先在中学代课，然后在公司里做事，最后辞职专心写歌。1998年3月签约摩登天空旗下Badhead厂牌，成为民间说唱艺人，集词、曲、唱、编、乐器演奏、制作、录音、企划、宣传、文案、封套设计、造型、化妆、抄写员等为一身，被称为“N合一”创作型歌手。他把一部分自己的歌曲用一把吉他和四轨机重录成一个集子，并于第二年和“苍蝇乐队”、陈底里还有“NO乐队”一同在Badhead出版了第一张专辑，即《人人都有个小板凳，我的不带入二十一世纪》。同年12月拍摄了DV作品《生活很无趣，幸好有高跟鞋》。2001年与摩登天空Badhead解约，与So Rock! Records签约。同年5月18日，参加北京大学“新青年・新音乐・原创音乐会”。8月出版第二张专辑《一巴掌打死七個》。2003年4月，再度和摩登天空Badhead签约。2005年7月推出第三张专辑《不插腿》（Unpleg）。据称这是来源于“不插电”（Unplugged）这一说法。
胡吗个的第一张专辑出版之时，乐评界一片哗然，毁誉参半，而且极为强烈。喜欢其风格的人认为“这是中国另类民谣的希望”；而另一些人则将其贬得一文不值，认为其作品根本不是歌曲。胡吗个的音乐从市井角度阐释了极为个人的生活状态和一些无人提及的社会现象，不论曲风和唱法都极难模仿，曾被列为《南方周末》报纸整版讨论的文化现象。
2005年被邀请作为湖南卫视“超级女声”节目评委。他说“我一转身，离大众更远了！”。但观众对他作为评委并不认同。
2015年，纪录片《第三极》发行，胡吗个担任该片音乐监制及执行制片人。同年4月17日，《湖北日报》第九版文化征程栏目以“《第三极》央视热播——五峰‘北漂’为美景添美音”为题报道胡吗个。

## 作品

### 音乐
- 《人人都有个小板凳，我的不带入二十一世纪》(1999年，专辑)

1. 有人从背后拍打我的肩膀
2. 到四道口换26路－我的忧伤难以启齿
3. 一桩实事婚姻
4. 部分土豆进城
5. 花功夫做些手脚后该去拜访谁
6. 欢迎收听广播
7. 两个川厨在酒吧
8. 大街上／一眼望去

此专辑中的《大街上，没有自己的女人/一眼望去，全都是别人的》这首歌准确的名字应该将“没有自己的女人”和“全都是别人的”这几个字，写上之后再浓浓地涂掉。
- 《说些类似于筷子或者碗的话叫农民爸爸听懂》(1999年，单曲)

- 《一巴掌打死七個》(2001年，专辑)

A版   
1. 小样42号
2. 鬼子・教授
3. 小样97．8号
4. 110房间
5. 对生命的一次礼节性思考
6. 小样R459％号
7. 清平乐・五口之家
8. 小样{\displaystyle H_{2}SO_{4}}号
9. 小样¤号
10. 小样ε号
11. 小样1973年12月9号

B版　 　 　 
1. 我看过《捆着我，绑着我》
2. 婚前协议
3. 小样明斯克号
4. 小样杜雷司5号
5. 到北京去的
6. 揺篮火山村
7. 小姨家的小兔
8. 小样次圆号
9. 小样PentiumⅧ号
10. 小样Windows2050号

- 《不插腿》

01.噢！麦垛歌（Oh!My Dog）A
场景：新街口裁缝
02. 让先生吗个(R.mage)的隐私 
03. 答案在身上飘扬 
04. 情景悲剧之《黄娣的新装》 
05. 噢！麦垛歌（Oh!My dog ）B
场景：新街口，烟头弹得最远
06. 很多年之后 
07. 很多年很多年之后（正式出版未收录）
08. 噢！麦垛歌（Oh!My dog ）C
场景：幸福不是毛毛雨
09. 栽发廊--旅途漫漫，除非自带空姐（正式出版未收录） 
10. 补肾酒吧 
11. 他们在床上，床在台北 
12. 噢！麦垛歌（Oh!My dog ）D
场景：Y年龄加速度=0.98/年(≥30岁)
13. 眼袋双、眼袋单 
14. 29岁的最后一天（正式出版未收录） 
15. 噢！麦垛歌（Oh!My dog ）E
附：《答案在身上飘扬》方言版若干（CD版收录）
16. 广西侗语版（歌朗诵：吴虹飞） 
17. 广东潮汕版（歌朗诵：关少波）
18. 江西铅山版（歌朗诵：万一）

### 影像
- 《生活很无趣，幸好有高跟鞋》(1999年，非剪辑DV短片)